# علو شفط إيجابي صافي

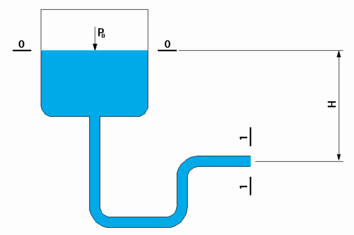

في علم تحريك السوائل، (NPSH) اختصار net positive suction head وتعني علو الامتصاص الإيجابي الصافي (أو علو الشفط الإيجابي الصافي، أو ضاغط السحب الموجب الصافي) عند نقطة ما ويُعرّف أنه الفرق بين قيمة ضغط السائل عند تلك النقطة، وضغط الغاز المشبع. وهو أحد العوامل الهامة في تصميم الدارات الهيدروليكية، فعندما ينخفض ضغط السائل عن قيمة ضغط البخار، يتبخر السائل، ويؤدي ذلك إلى وقوع ظاهرة خطيرة على مضخات الطرد المركزي، تسمى ظاهرة التكهف، تسبب إتلاف هيكل المضخة في حين ينخفض المردود.